# Olot (kommun)
Olot är en kommun i Spanien.   Den ligger i provinsen Província de Girona och regionen Katalonien, i den östra delen av landet, 500 km öster om huvudstaden Madrid. Antalet invånare är 33 813. Arean är 29,1 kvadratkilometer. Olot gränsar till La Vall de Bianya, Sant Joan les Fonts, Santa Pau, Les Preses, La Vall d'en Bas och Riudaura. 
Terrängen i Olot är kuperad åt nordost, men åt sydväst är den platt.